# 帕特里克·康斯特布尔
帕特里克·康斯特布尔（英語：Patrick Constable，1995年7月15日—）生于新南威尔士州利斯莫尔，是一名澳大利亚男子自行车运动员，主攻场地自行车项目。他在2010年时通过南澳大利亚州的天赋ID（talent ID）项目开始练习自行车。他在2013年世界青年场地自行车锦标赛获得个人的首个国际主要比赛金牌，2015年获得AIS学位，同年获得自己的首个国内比赛冠军。2016年，他入选奥运名单，首次出战奥运，参加个人竞速赛、团体竞速赛和竞轮赛三个项目，分别获得第8名、第4名和第25名。